# モンキーチャント
モンキーチャントとは、主に黒人、またはアジア人に対して行われる人種差別的掛け声（チャント）、猿真似をする侮蔑行為。この種の行為は、特にスポーツにおける人種差別の一つとして度々メディアで問題にされている。
「モンキーチャント」は名前の通りサルの鳴き声を模したような掛け声を浴びせるケースだけでなく、同時にサルの仕草を真似たジェスチャーを含む場合もある。日本ではキ・ソンヨンによる日韓戦におけるゴール後の猿真似パフォーマンス行為かま「Cheeky monKI（生意気な モン奇ー＝モンキー）」と報道されるなど人種差別行為と指摘された。さらに、サルが好むとされる食べ物（ピーナッツ、バナナなど）が投げ込まれる場合もある。マイク・メニャンは「スタンドにいて、すべてを目にし、すべてを耳にし、しかし黙っていることを選んだ観客は、みんな共犯だ」と指摘した。